# Sematophyllaceae
Famille
Les Sematophyllaceae sont une famille de mousses. 
Elles poussent sur des rochers dans des endroits humides. et se trouvent presque dans le monde entier, en particulier dans les régions tropicales et tempérées. Il existe environ 150 espèces, qui forment des tapis jaunes à jaune-vert avec des tiges rougeâtres. 

## Liste des genres
- Acanthorrhynchium M. Fleisch.
- Acroporium Mitt.
- Allioniellopsis
- Aptychopsis (Broth.) M. Fleisch.
- Billbuckia Pócs
- Brittonodoxa W.R. Buck, P.E.A.S.Câmara & Carv.-Silva
- Chionostomum Müll. Hal.
- Clastobryella M. Fleisch.
- Clastobryophilum M. Fleisch.
- Colobodontium Herzog
- Donnellia Austin
- Hydropogon Brid.
- Macrohymenium Müll. Hal.
- Meiotheciella B. C. Tan, W. B. Schofield & H. P. Ramsay
- Meiothecium Mitt.
- Microcalpe (Mitt.) W.R. Buck
- Papillidiopsis (Broth.) W. R. Buck & B. C. Tan
- Paranapiacabaea W. R. Buck & Vital
- Potamium Mitt.
- Pterogoniopsis Müll. Hal.
- Piloecium (Müll. Hal.) Broth.
- Radulina W. R. Buck & B. C. Tan
- Rhaphidostichum M. Fleisch.
- Schraderella Müll. Hal.
- Schroeterella Herzog
- Sematophyllum Mitt.
- Timotimius W. R. Buck
- Trichosteleum Mitt.
- Trolliella Herzog
- Vitalia P.E.A.S.Câmara, Carv.-Silva & W.R. Buck
- Warburgiella Müll. Hal.